# Perdu dans les ténèbres
Pour les articles homonymes, voir Sperduti nel buio.
À ne pas confondre avec le film Perdus dans les ténèbres (1914), adapté de la même pièce.
Pour plus de détails, voir Fiche technique et Distribution.
Perdu dans les ténèbres (Sperduti nel buio) est un film italien réalisé par Camillo Mastrocinque, sorti en 1947.
Il a été présenté en compétition au Festival de Cannes 1947.

## Fiche technique
- Titre : Perdu dans les ténèbres[2]
- Titre original : Sperduti nel buio
- Réalisation : Camillo Mastrocinque
- Scénario : Vittorio De Sica, Camillo Mastrocinque, Fulvio Palmieri, Aldo Vergano et Cesare Zavattini d'après la pièce de théâtre éponyme de Roberto Bracco créée en 1901.
- Photographie : Renato Del Frate
- Musique : Ezio Carabella
- Montage : Gino Talamo
- Durée : 90 minutes
- Genre : mélodrame
- Dates de sortie :
  - France : 1947 (Festival de Cannes 1947) ; 2 novembre 1949 (Nice) ; 15 avril 1950 (Paris)
  - Italie : 1947

## Distribution
- Vittorio De Sica : Nunzio
- Fiorella Betti : Paolina
- Jacqueline Plessis : Livia
- Enrico Glori : Paolo Nardone
- Olga Solbelli : Emilia

## Distinctions
Le film a été présenté en sélection officielle en compétition au Festival de Cannes 1947.